# Columnella brasiliensis
Columnella brasiliensis är en mossdjursart som först beskrevs av Busk 1884.  Columnella brasiliensis ingår i släktet Columnella och familjen Farciminariidae. Inga underarter finns listade i Catalogue of Life.